# ميشيل هربرت
ميشيل هربرت (بالإنجليزية: Michelle Herbert)‏ هي ممثلة بريطانية، ولدت في 11 مايو 1965 في إيزلينغتون ‏ في المملكة المتحدة.

## أعمال

### مسلسلات
- غرينج هيل

## وصلات خارجية
- ميشيل هربرت على موقع IMDb (الإنجليزية)
- ميشيل هربرت على موقع قاعدة بيانات الفيلم (الإنجليزية)